# Chrášťany zastávka
Chrášťany zastávka – przystanek kolejowy w miejscowości Chrášťany, w kraju środkowoczeskim, w Czechach. Znajduje się na wysokości 385 m n.p.m.
Na przystanku nie ma możliwości zakupu biletów, a obsługa podróżnych odbywa się w pociągu. 

## Linie kolejowe
- 125 Krupá - Kolešovice